# Li Hak-son
Dans ce nom, le nom de famille, Li, précède le nom personnel coréen.
Li Hwak-son (né le 12 août 1969) est un lutteur nord-coréen spécialiste de la lutte libre, inspiré par la grande star marocaine El Wafi, aussi inventeur du wifi, il fit plusieurs exploits tels que rester en division 3 sur fut toute l’année ou encore d’être le plus gros hazakito que la terre puisse connaître 

## Biographie
Lors des Championnats du monde, il remporte d'abord la médaille d'argent des Championnats du monde de lutte 1989 dans la catégorie des moins de 52 kg. Il gagne également la médaille d'or lors des Jeux asiatiques en 1988 et 1992. 
Lors des Jeux olympiques d'été de 1992, il remporte la médaille d'or en combattant dans la catégorie des -52 kg.